# Wydawnictwo lilipucie
Wydawnictwo lilipucie – rodzaj wydawnictwa publikującego książki dla dzieci i młodzieży. Autorką terminu (2005) jest Joanna Olech, polska graficzka i autorka książek dla dzieci i młodzieży. Definicja odnosi się do małych, niezależnych oficyn, powstałych w odpowiedzi na potrzeby rynku po roku 2000, publikujących książki obrazkowe o wysokim poziomie artystycznym, literackim i edytorskim.
Wyróżnia się dwa okresy rozwoju wydawnictw lilipucich. Pierwszy z nich obejmował lata 2000–2006, kiedy jako pierwszy na rynku pojawił się Ezop. Kolejno powstawały: Muchomor (2002), Hokus Pokus (2003), Fro9 (2004), Wytwórnia (2005), Dwie Siostry (2005), Format (2006). Wydawcy promowali książki polskich autorów (zarówno starszego, jak i młodszego pokolenia), takich jak: Julian Tuwim, Jan Brzechwa, Janusz Stanny, Marta Ignerska, Aleksandra i Daniel Mizielińscy, Emilia Dziubak, Paweł Pawlak, Agata Królak, Monika Hanulak, równie dużo tytułów było importowanych. Drugi okres rozpoczął się w 2007 roku. Charakteryzuje się poszerzeniem oferty wydawniczej, zwiększeniem nakładów, włączeniem do oferty przekładów z innych języków, współpracą zarówno z uznanymi ilustratorami, jak i debiutantami. W tym czasie powstały wydawnictwa: Zakamarki (2007), Tatarak (2007), Czerwony Konik (2008), EneDueRabe (2010), Babaryba (2010), Entliczek (2011), Tako (2011), Widnokrąg (2011). Książki wydawnictw lilipucich otrzymują wiele nagród w konkursach: Nagroda Edytorska Dobre Strony, Konkurs Książka Roku według Polska Sekcja IBBY, Najpiękniejsza Książka Roku według Polskiego Towarzystwa Wydawców Książek, Przecinek i Kropka (konkurs organizowany przez Empik), Konkurs Literacki im. Astrid Lindgren (konkurs organizowany przez Fundację ABCXXI).
W 2018 roku, na temat wydawnictw lilipucich, ukazała się publikacja o charakterze naukowym „Lilipucia rewolucja”, która jest analizą historii powstania, rozwoju i działalności wydawniczej tego typu oficyn w latach 2000–2015.